# Pipunculus apicarinus
Pipunculus apicarinus är en tvåvingeart som beskrevs av Hardy och Frank Hall Knowlton 1939. Pipunculus apicarinus ingår i släktet Pipunculus och familjen ögonflugor.
Artens utbredningsområde är Utah. Inga underarter finns listade i Catalogue of Life.